# Azijski gepard
Azijski gepard (lat. Acinonyx jubatus venaticus) naziv je za podvrstu geparda u Aziji. Od ove vrste su ostali samo sićušni ostatci koji stoje na rubu izumiranja. Pretjerano su izlovljavani, te danas živi samo oko 12 odraslih jedinki u Iranu. U Indiji su izumrli 1952. godine. Nastoji ih se klonirati i time ponovno njima naseliti Indiju, ali će teško biti naći prikladno stanište za njih.

## Vanjske poveznice
- Iranian Cheetah Society (ICS)